# Соколов, Борис Павлович (агроном)
Бори́с Па́влович Соколо́в (укр. Борис Павлович Соколов; 1897—1984) — советский украинский агроном, растениевод-селекционер.

## Биография
Родился 12 сентября (31 августа по старому стилю) 1897 года в Харькове.
В 1923 году окончил Харьковский сельскохозяйственный институт, после окончания которого работал агрономом совхоза им. Ленина Сумской области (1923—1924).
В 1925 году на Днепропетровской (ныне Синельниковской) опытной станции организовал первую в СССР лабораторию селекции кукурузы. С 1930 года — заведующий отделом селекции и семеноводства кукурузы Украинского научно-исследовательского института зернового хозяйства (с 1956 — Всесоюзный научно-исследовательский институт кукурузы).
Применил явление гетерозиса в растениях для получения высокоурожайных гибридов кукурузы. Создал (1932) и внедрил в производство первые отечественные гибриды кукурузы «Первенец» и «Успех». Автор и соавтор 18 гибридов и 4 сортов кукурузы.
Действительный член ВАСХНИЛ (с 1956) и Украинской академии сельскохозяйственных наук (1956—1962).
Член Советского комитета защиты мира (с 1966).
Умер 1 сентября 1984 в Днепропетровске (ныне Днепр, Украина).

## Память
Опубликовано около 250 научных трудов Б. П. Соколова, в том числе 30 книг и брошюр. Ряд его трудов опубликовано за рубежом.

## Основные публикации
- Селекция и сортовое семенопроизводство кукурузы / Укр. ин-т зерн. и кукуруз.-соргового хоз-ва. — Харкiв: Держсiльгоспвидав, 1934. — 296 с.
- Гибриды кукурузы. — М.: Сельхозгиз, 1955. — 144 с.
- Методические указания по производству гибридных и сортовых семян кукурузы / Соавт.: Ф.Г. Крячко и др.; ВНИИ кукурузы. — М.: Колос, 1968. — 152 с.
- Избранные труды по селекции и семеноводству кукурузы, опубликованные в 1930–1980 гг.: В 2 т. / ВНИИ кукурузы. — Днепропетровск, 1980. — Т. 1. — 428 с.; Т. 2. — 931 с.
- Использование периодического отбора в селекции гибридов кукурузы / Соавт.: А.Н. Ивахненко, Г.П. Мельник // Бюл. ВНИИ кукурузы. 1983. Вып. 1. С. 7–11[1].

## Награды
- Герой Социалистического Труда (1972)
- орден Ленина (1972)
- орден Октябрьской революции (1977)
- три ордена Трудового Красного Знамени (1951, 1966, 1971)
- орден «Знак Почёта» (1948)
- пять медалей СССР и ВДНХ
- Сталинская премия третьей степени (1951) — за выведение гибридов кукурузы «Первенец» и «Успех» и разработку системы мероприятий по получению высоких урожаев этой культуры.
- Ленинская премия (1963) — за создание высокоурожайных гибридов и сортов кукурузы и перевод их семеноводства на стерильную основу